# Nie wieder
Nie wieder ist ein Lied des deutschen Rappers Bushido. Der Song ist die zweite Singleauskopplung seines zweiten Soloalbums Electro Ghetto und wurde am 6. Dezember 2004 veröffentlicht.

## Inhalt
In Nie wieder rappt Bushido über seinen Traum von einer Karriere als Rapstar und sein bisheriges Leben, in dem er auf diese Chance hinarbeitete. So handelt die erste Strophe von seiner Kindheit, als er bereits der Coolste im Sandkasten war und sich mit anderen Kindern um Spielzeugautos stritt. In der zweiten Strophe rappt Bushido von seiner Abneigung gegen die Schule, da er sich viel mehr dafür interessierte, Musik zu machen als zu lernen. Zudem hätten die Lehrer nie an ihn geglaubt und ihn schlecht behandelt. Die dritte Strophe handelt von Bushidos Durchbruch als erfolgreicher Rapper, wofür er Gott danke sowie seiner Mutter, die immer an ihn geglaubt habe. Außerdem betont er, dass er den anderen Rappern überlegen sei und keiner mit seinem Talent mithalten könne.

„Was für’n Gefühl mich in der Juice zu sehen

Ich brauch’ nur ein Blatt Papier um in der Juice zu stehen

Ich wollte immer schon zu Viva TV (MTV)

Und nie wieder wieder in Bau

Nie wieder auch nur eine Minute in Einzelhaft

Nie wieder arbeiten gehen von eins bis acht

Ich mach jetzt von eins bis acht, was keiner schafft

Ich werd’ vom Heimkind zum Rapstar in einer Nacht“

## Produktion
Der Song wurde von dem deutschen Musikproduzenten DJ Desue produziert, der zusammen mit Bushido auch als Autor fungierte. Die Musik basiert auf einem Sample des Songs Don’t Break My Love von The Hiltonaires.

## Musikvideo
Bei dem zu Nie wieder veröffentlichten Musikvideo, das in Berlin gedreht wurde, führte der Regisseur Hinrich Pflug Regie. Es verzeichnet auf YouTube rund acht Millionen Aufrufe (Stand März 2021).
Im Video sind verschiedene Orte in Berlin zu sehen, an denen sich Graffiti oder Aufkleber mit Bushido als Motiv befinden. Die Sticker sind teilweise animiert, so dass Bushido den Song darauf mitrappt. In der ersten Strophe filmt die Kamera auf einem Spielplatz mit Sandkasten, während die zweite Strophe in einem leeren Schulgebäude aufgenommen wurde. In der dritten Strophe wird wiederum draußen zwischen verschiedenen Gebäuden gefilmt. Dabei sind zahlreiche Songtitel des zugehörigen Albums Electro Ghetto sowie des Vorgängeralbums Vom Bordstein bis zur Skyline auf unterschiedlichen Wänden und Gebäuden im Video zu sehen, so auch am Berliner Fernsehturm und am Reichstag.

## Single

### Covergestaltung
Das Singlecover ist größtenteils schwarz-weiß gehalten und zeigt Bushidos Kopf, der seinen Blick vom Betrachter abwendet. Im linken Teil des Bildes befinden sich der Schriftzug Nie wieder und Bushidos B-Logo in Schwarz. Der Hintergrund ist grau gehalten.

### Titelliste
1. Nie wieder – 3:57
2. Nie wieder (Instrumental) – 3:57
3. Mein Cock (feat. Baba Saad) – 3:03
4. Mein Cock (Instrumental) – 3:03

### Chartplatzierungen
Nie wieder stieg am 20. Dezember 2004 auf Platz 54 in die deutschen Singlecharts ein und erreichte drei Wochen später mit Rang 53 die beste Platzierung. Insgesamt hielt es sich neun Wochen lang in den Top 100. Dagegen konnte sich der Song in Österreich und der Schweiz nicht in den Charts platzieren.
| ChartsChartplatzierungen | Höchstplatzierung | Wochen |
| ------------------------ | ----------------- | ------ |
| Deutschland (GfK)        | 53 (9 Wo.)        | 9      |